# Похолодание 535—536 годов
Похолодание 535—536 годов — самое резкое понижение среднегодовой температуры в Северном полушарии за последние 2000 лет.

## Сообщения исторических источников
Псевдо‑Захарий из Митилена пишет о 24 марта 535 г. как о дне, когда солнце в первый раз «потускнело днем, а луна ночью… в то время как океан бурлил и волновался»
Прокопий Кесарийский отмечал в десятый год правления Юстиниана I (536/537 год):

И в этом году произошло величайшее чудо: весь год солнце испускало свет как луна, без лучей, как будто оно теряло свою силу, перестав, как прежде, чисто и ярко сиять. С того времени, как это началось, не прекращались среди людей ни война, ни моровая язва, ни какое-либо иное бедствие, несущее смерть. Тогда шёл десятый год правления Юстиниана.— Прокопий. История войн (книга IV [Война с вандалами (II)], глава 14. 5—6)
Сочинения Иоанна Эфесского описывают солнечный свет как тусклый в течение 535 и 536 годов нашей эры, за которым впоследствии последовало похолодание, которое длилось чуть более десяти лет:
Это был знак солнца, подобного которому никогда раньше не видели и не сообщали. Солнце потемнело, и его темнота длилась восемнадцать месяцев. Каждый день он сиял около четырех часов, и все же этот свет был лишь слабой тенью. Все заявляли, что Солнце никогда больше не восстановит свой полный свет.
Двумя годами позже, в начале осени 538 года, римский сенатор Кассиодор, служивший при остготском дворе в Равенне, жаловался в письме одному из своих чиновников:
«Солнце, первая из звёзд, потеряло свой желанный свет и стало голубоватым. Мы поражаемся, не видя наших теней днём, чувствуя, как могучий жар солнца ослабевает, и этот феномен, сопровождающийся частичным затмением, продолжается уже больше года. Луна тоже, даже в полнолуние, лишена своего природного величия. Поэтому год проходит странно. У нас была зима без бурь, весна без оттепелей и лето без жары. Как мы можем ожидать урожая, если месяцы, когда злаки должны набирать силу, были холодными? Кажется, что все времена года смешались воедино, и фрукты, которые должны были завязаться под нежными дождями, невозможно рассмотреть с земли. Яблоки только начинают твердеть, когда уже должны быть спелыми, а виноград остаётся кислым».

## Возможные причины
Предполагаемая причина похолодания — резкое снижение прозрачности атмосферы в результате нескольких крупных извержений вулканов в тропиках (см. Кракатау, Илопанго, Рабаул, Эль-Чичон и Эдзиза, Аниакчак и Моно-Иньо) или в результате столкновения с крупным метеоритом. Последнее исследование кернов, взятых из ледника Колле Нифетти в Швейцарских Альпах, показало, что причиной похолодания явилось извержение вулкана в Исландии.
В 2015 году было установлено, что похолодание 536 года было всего лишь началом позднеантичного малого ледникового периода, продлившегося до 660 года нашей эры и совпавшего с существенными изменениями в жизни многих народов Европы, Азии и Америки.

## Последствия
Похолодание привело к резкому снижению урожая и повсеместному голоду, что стало причиной значительных миграций населения и войн. Историческому периоду 535—536 годов сопутствовали следующие политические события:
Связь между резким похолоданием и первой исторически зарегистрированной пандемией чумы, известной как чума Юстиниана, не доказана, однако для современников событий неожиданное похолодание, чума, разрушительные землетрясения на востоке Средиземноморья и войны Юстиниана составили одну сплошную вереницу бедствий.
- Король франков Теодеберт I захватывает земли в Альпах и на северо-востоке Италии.
- Миграция баваров  из Богемии на территорию Реции.
- Начало масштабного переселения англосаксов в Британию[9][10].
- Византийскими источниками отмечены набеги гуннов, славян и антов на Иллирию и Фракию.
- Славяне доходят до побережья Балтийского и Северного морей, попадают в Северную Италию, в предгорья Альп, верховья Рейна и низовья Дуная, река Эльба становится славянской почти на всём её течении.
- Вторжение аваров в степи Западного Прикаспия и далее — в Северное Причерноморье и Византию.
- В это время происходило образование союза племён тюркской группы и усиление их влияния, в том числе формирование Тюркского каганата, которому Китай сразу был вынужден выплачивать большую дань, набеги тюрок продолжились на города в районе Керченского пролива, а также в областях, близких к Корее.
- Катастрофический голод на севере Китая.
- В этот период начался упадок Теотиуакана — крупнейшего города Мезоамерики и одного из крупнейших городов мира этой эпохи. Вероятно, причиной упадка был голод, возникший в результате засухи.
- Гибель или трансформация лесных археологических культур восточной Европы.